# Canton d'Avignon-Est
Pour les articles homonymes, voir Avignon (homonymie).
Le canton d'Avignon-Est est une ancienne division administrative française du département de Vaucluse, en région Provence-Alpes-Côte d'Azur.

## Histoire
Le canton, créé en 1973, est supprimé par le décret du 28 février 2014 qui entre en vigueur à l'issue des élections départementales de mars 2015.

## Composition
| Nom                  | Code Insee | Intercommunalité | Population (dernière pop. légale)               |
| -------------------- | ---------- | ---------------- | ----------------------------------------------- |
| Avignon (chef-lieu)  | 84007      | CA Grand Avignon | Fraction : 27 980(2012) Commune : 92 209 (2014) |
| Morières-lès-Avignon | 84081      | CA Grand Avignon | 8 100 (2014)                                    |

(1) fraction de commune.

## Administration
| Période              | Identité         | Parti        | Qualité |
| -------------------- | ---------------- | ------------ | --- |
| Canton créé en 1973. |                  |              | |
| 1973-1985            | Henri Duffaut    | PS           | Avocat Député (1962-1968 et 1973-1977) - Sénateur (1977-1986) Maire d'Avignon (1958-1983) Ancien conseiller général du Canton d'Avignon-Nord (1961-1973) |
| 1985-1992            | Jean-Pierre Roux | RPR puis DVD | Ingénieur des Ponts et Chaussées Député (1968-1973 et 1986-1988) Député Européen (1984-1987) Maire d'Avignon (1983-1989)                                 |
| 1992-1998            | Henri Agu        | RPR          | Chef d'entreprise Conseiller municipal d'Avignon |
| 1998-2015            | André Castelli   | PCF          | Adjoint au maire d'Avignon, délégué au quartier de Montfavet vice-président du Conseil général (2001-2015) Elu en 2015 dans le Canton d'Avignon-3        |